# Przytór
Przytór (do 1945 niem. Pritter) – część miasta Świnoujścia, stanowiące część osiedla Przytór-Łunowo; dawna wieś rybacko-letniskowa, od 1960 w granicach miasta. Położona we wschodniej części miasta na wyspie Wolin (Półwysep Przytorski), około 7 km na południowy wschód od centrum miasta, przy drodze wojewódzkiej nr 100, nad kanałem Wielka Struga, rozlewisk Świny Wolińskiego Parku Narodowego.

## Historia
Istniał tu gród obronny Wolinian, a następnie władcy Pomorza Zachodniego wybudowali tu zamek. Pełnił on rolę znienawidzonej przez mieszczan szczecińskich komory celnej i dlatego w 1458 zaatakowali go i zniszczyli. Na początku XIX wieku Przytór był największą wiejską osada powiatu. W ówczesnej wsi mieszkało 1068 osób tj. 200 rodzin. W tym czasie znaczny był połów ryb, zwłaszcza węgorzy. Wielu młodych ludzi ze wsi podejmowało prace na morzu w roli jungów lub marynarzy, do czego zachęcały przedsiębiorstwa żeglugowe w Świnoujściu i Szczecinie.
Nazwę Przytór wprowadzono urzędowo rozporządzeniem w 1946 roku, zastępując poprzednią niemiecką nazwę Pritter.
W latach 1945-54 istniała gmina Przytór.

## Zabudowa
We wsi znajduje się zabytkowy neogotycki kościół parafialny Najświętszego Serca Pana Jezusa z 1895 roku, z wieżą o wysokości 43 m. Stoi na miejscu wcześniejszej budowli ryglowej.
Obok kościoła rośnie pomnik przyrody dąb „Szyper”, o obwodzie 295 cm.  
W Przytorze oraz w pobliskim lesie na północnym zachodzie od dzielnicy, na rozległym obszarze, znajdują się ruiny schronów baterii Goeben, ciężkiej artylerii nadbrzeżnej, z okresu II wojny światowej.

## Kultura
W dzielnicy swoją siedzibę ma filia nr 1 miejskiego Domu Kultury w Świnoujściu. W ramach zajęć ćwiczy tam zespół wokalno-instrumentalny „Malwy”, koło turystyczno-krajoznawcze i kółko plastyczne. Odbywa się tam także aerobik i nauka gry na instrumentach muzycznych.

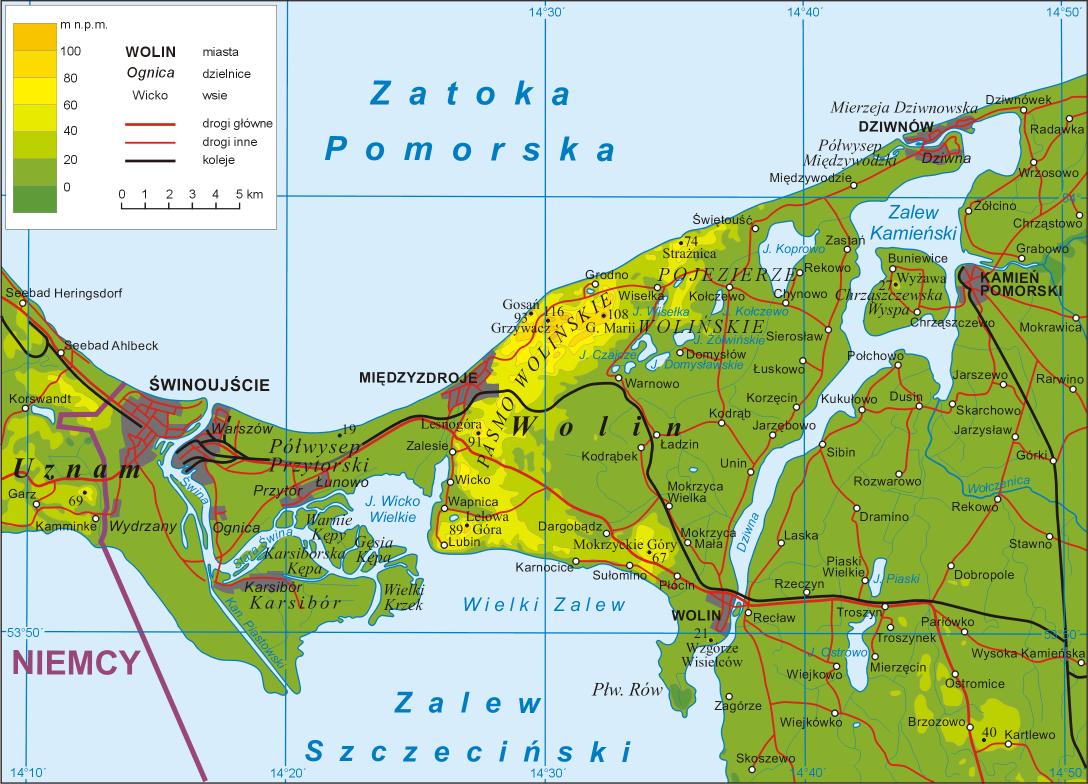
Mapa wyspy Wolin z zaznaczonym Przytorem

Przez Przytór prowadzą dwa znakowane szlaki turystyczne:
- Szlak Nadmorski im. dr. Czesława Piskorskiego (Świnoujście→ Międzyzdroje)
- Szlak Rowerowy Dookoła Zalewu Szczecińskiego (Świnoujście→ Międzyzdroje)

## Samorząd mieszkańców
Świnoujście utworzyło jednostkę pomocniczą miasta – „Osiedle Przytór-Łunowo”, którego granice stanowią jednostki obszarowe miasta: Przytór i Łunowo. Organem uchwałodawczym jest ogólne zebranie mieszkańców. Organem wykonawczym jest zarząd osiedla, który składa się z 5 do 7 członków. Ogólne zebranie mieszkańców wybiera zarząd osiedla.

## Komunikacja
Znajduje się tu przystanek osobowy Świnoujście Przytór (1,5 km na północ-północny zachód, przy linii kolejowej Szczecin Dąbie-Świnoujście i drodze krajowej nr 3) oraz przystanek autobusowy PKS. Kursują tu także autobusy miejskie linii nr 7,77,7T,5 i 10. Znajduje się tutaj port morski Przytór.